# ダートコーン

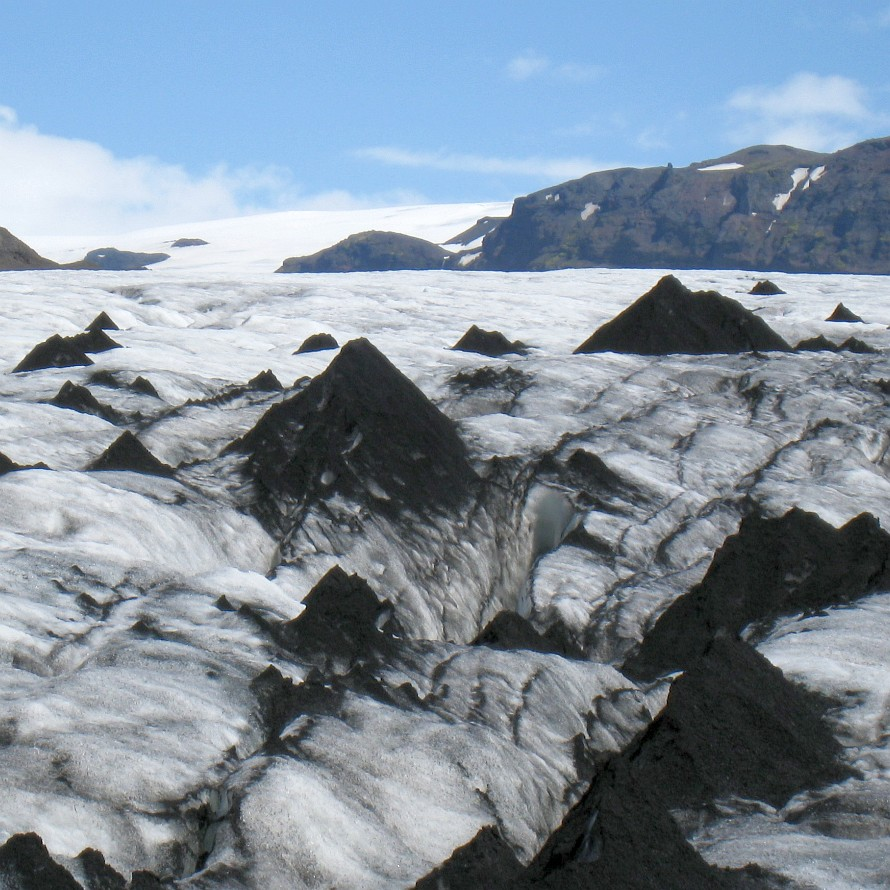
アイスランドのソゥルヘイマ氷河（Sólheimajökull）のダートコーン

ダートコーン（英: Dirt cone）は、氷河や雪渓上で見られる、土砂などでできた円錐状の微地形である。
ダートコーンは、融氷水や雨の作用で砂が氷河のクレバス等に運搬され、氷河の表面が融けることで出来る。高さは数cmから3m前後。砂は円錐の斜面上を数cm程度の厚さで薄く覆っているだけで中は氷である。

ダートコーンの形成過程